# مرکز تجارت جهانی بحرین
مرکز تجارت جهانی بحرین (به انگلیسی: Bahrain World Trade Center) آسمان‌خراش ۵۰ طبقه به ارتفاع ۲۴۰ متر، با کاربری اداری-تجاری است، که در شهر منامه، بحرین مستقر می‌باشد. پروژه ساخت این ساختمان در سال ۲۰۰۴ آغاز شد و در سال ۲۰۰۸ تکمیل و افتتاح گردید.